# Latrão

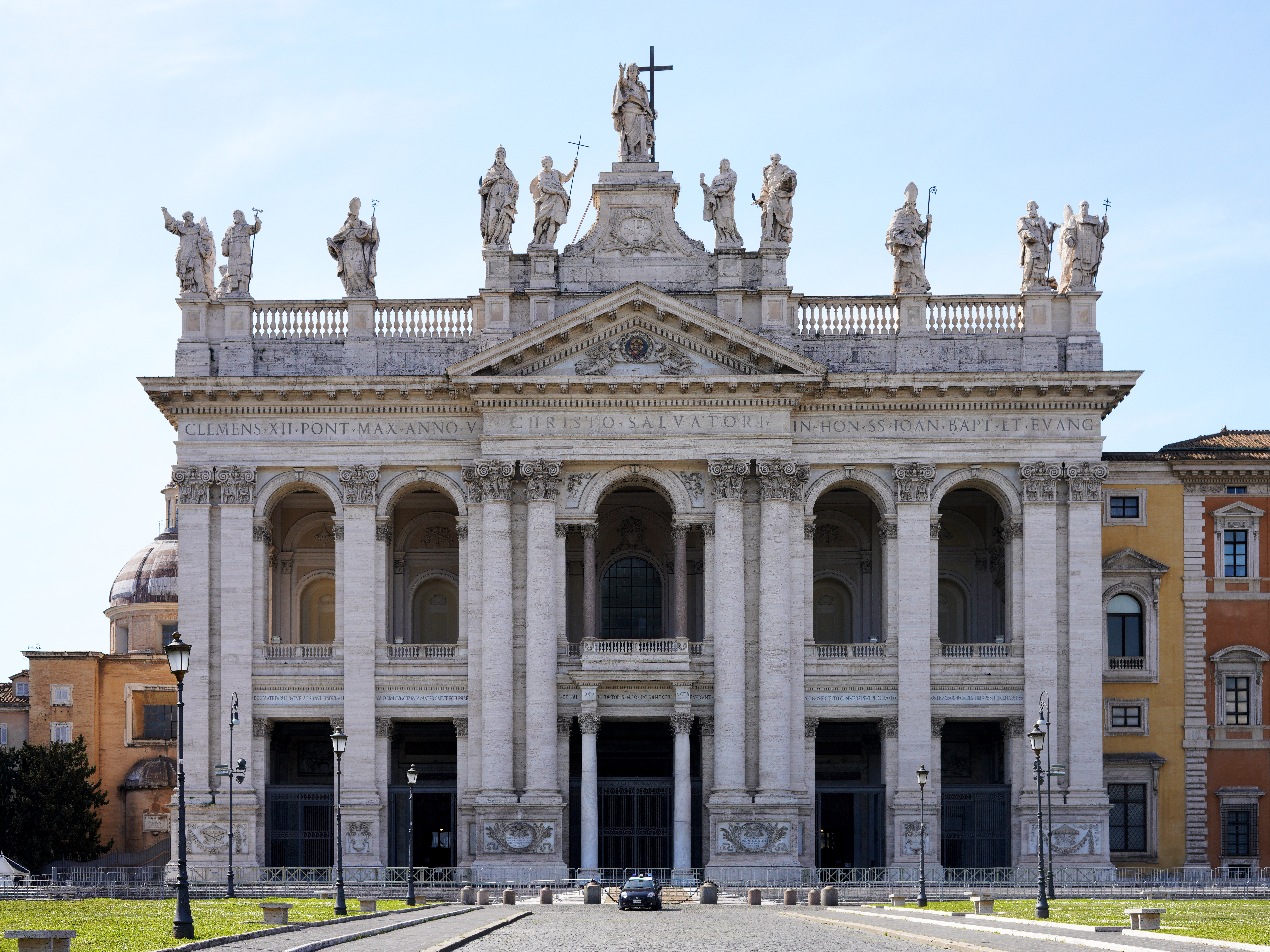
Fachada barroca da Basílica de São João de Latrão, completada por Alessandro Galilei em 1735.

Latrão (em italiano:  Laterno ou Laterano), designa um local no rione Monti, no centro da cidade de Roma, e todo um magistral complexo arquitetônico que inclui o Palácio Laterano, o Obelisco Laterano,  o Batistério e a Basílica de São João de Latrão.
A Santa Sé tem soberania sobre o local, apesar de situado fora dos muros do Estado da Cidade do Vaticano, em decorrência do Tratado e da Concordata de Latrão (ou Lateranense), de 11 de Fevereiro de 1929, assinado com o Reino da Itália, e do seu aditamento, de 18 de Fevereiro de 1984, assinado com a República Italiana.
Durante o Império Romano, no local havia uma propriedade da família dos Lateranos (latim: Laterani), que ali construiu um palácio, derivando daí o nome atual. Os Lateranos serviram como administradores para diversos imperadores; Lúcio Sêxtio Laterano foi o primeiro plebeu a ser designado cônsul. Um dos Lateranos, também designado cônsul, Pláucio Laterano, ficou famoso por ter sido acusado por Nero de conspiração contra o Imperador, acusação que resultou em confisco e distribuição de suas propriedades por volta do ano 60. Juvenal menciona o palácio, e fala que era dotado de alguma magnificência, regiae aedes Lateranorum.

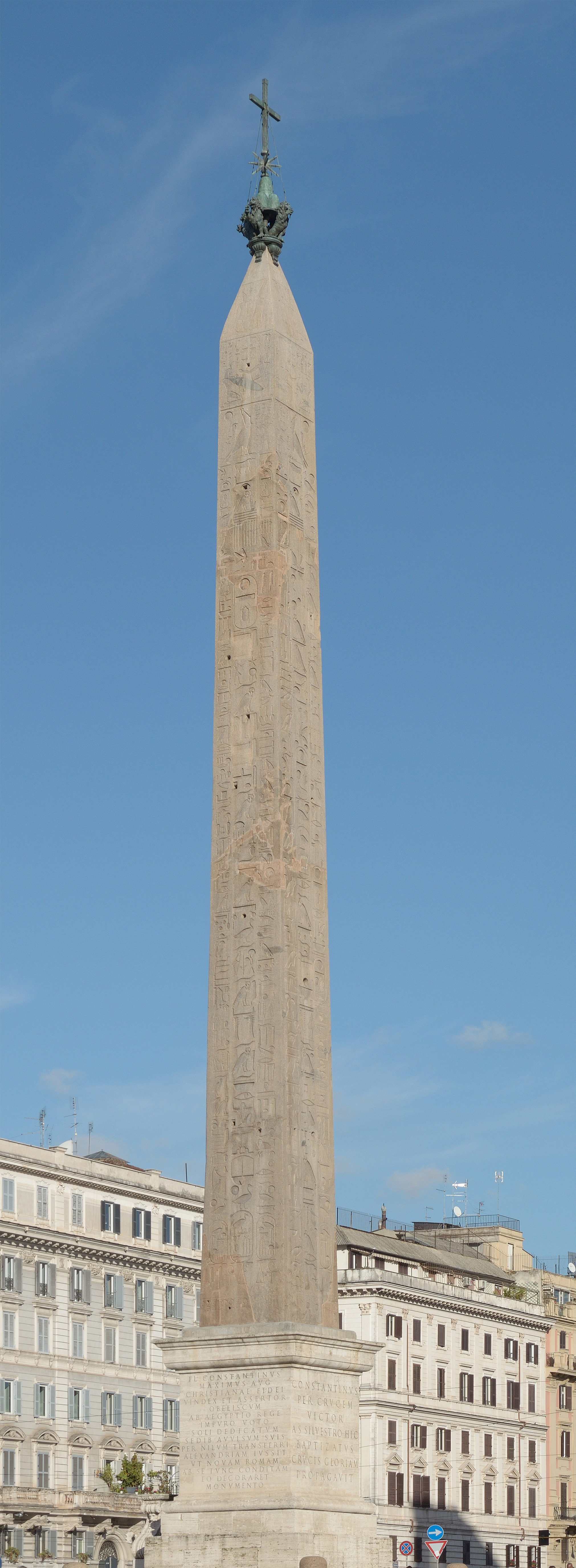
O chamado Obelisco Lateranense, da época dos faraós Tutemés III e Tutemés IV (Século XV a.C.).

Algum resquício das construções originais ainda resiste nos muros da cidade exteriormente à Porta de São João e um largo corredor, decorado com pinturas, foram descobertos no século XVIII junto à Basílica, atrás da Capela Lancellotti. Outros traços, menos significantes, apareceram durante escavações feitas em 1880, quando das obras de ampliação.
No ano de 161, o imperador Marco Aurélio construiu ali um palácio. Em 226, Septímio Severo devolveu uma parte das propriedades dos Lateranos. Não se sabe se incluiu o palácio. Sabe-se que o Palácio Laterano encontrava-se em posse do Imperador Constantino, o Grande enquanto casado com sua segunda esposa, Fausta, irmã de Maxêncio.  Ficou conhecido na época como Casa de Fausta (em latim: Domus Faustae), e, posteriormente foi doado por Constantino ao Bispo de Roma.

## Complexo Laterano
O Complexo Laterano é formado por uma série de monumentos arquitetônicos que abrangem um período de mais de 3 milênios: desde um imponente obelisco egípcio da época de Tutemés III até a moderna Pontifícia Università Lateranense.

### Batistério

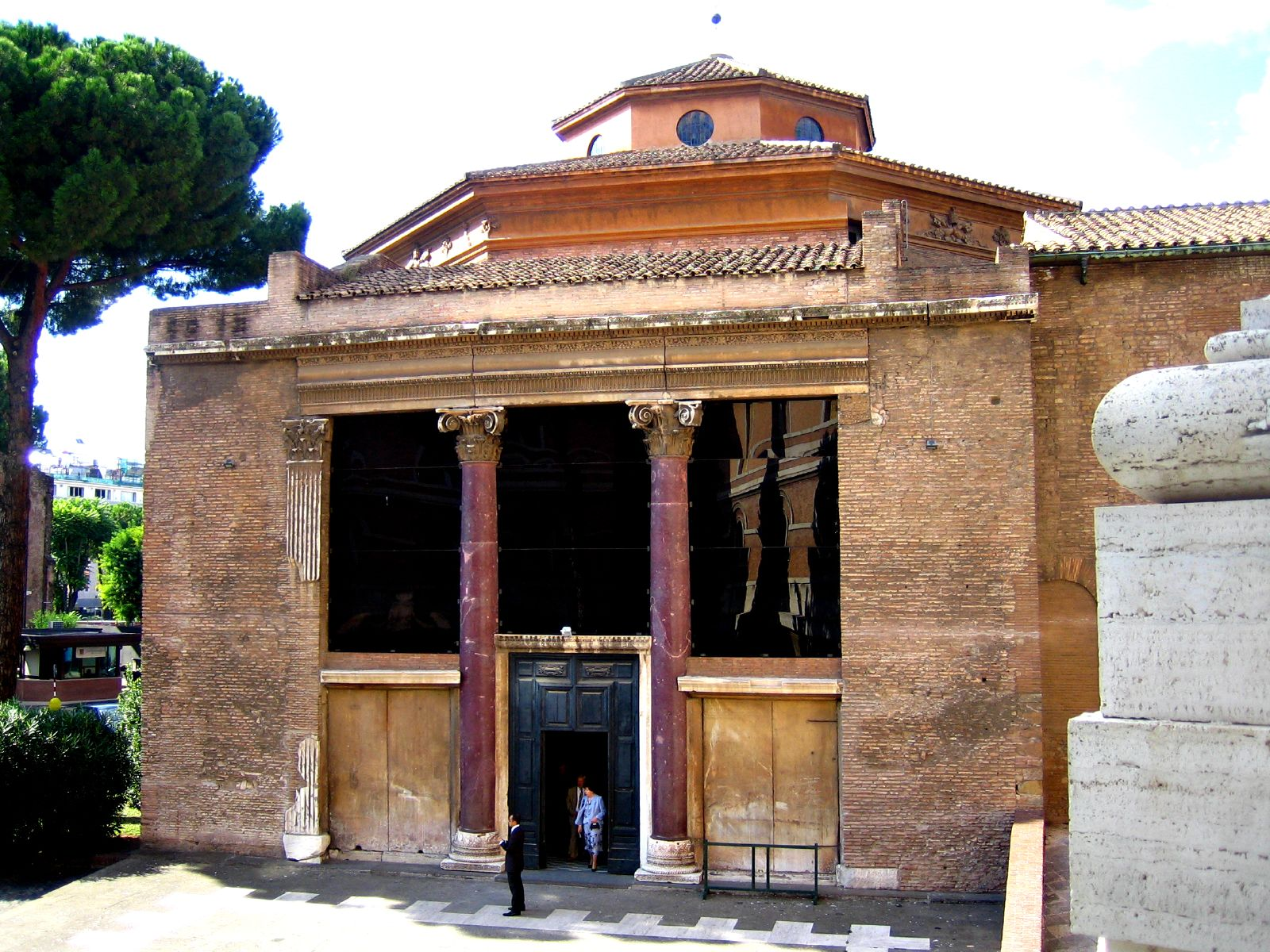
A entrada do Batistério

O batistério octogonal do Laterano é, provavelmente, o mais antigo do cristianismo. É considerado o protótipo de todos os batistérios. Esta obra arquitetônica encontra-se muitíssimo bem conservada. Como um calendário, registra as marcas das intervenções que sofreu ao longo dos séculos. Foi construído possivelmente sobre uma base mais antiga, por volta de 315, pelo imperador Constantino, que teria sido ali batizado. Entretanto, apresenta remanescentes de antigos mosaicos e colunatas de pórfiro egípcias, notável em sua entrada, e o rico entalhe dos capitéis, bases e entablamentos do período flaviano (Século I). Um portal de bronze da época do Papa Hilário (século V d.C.) está presente: um dos últimos remanescentes da antiguidade romana.

### SS. Salvatore della Scala Santa

#### Scala Santa

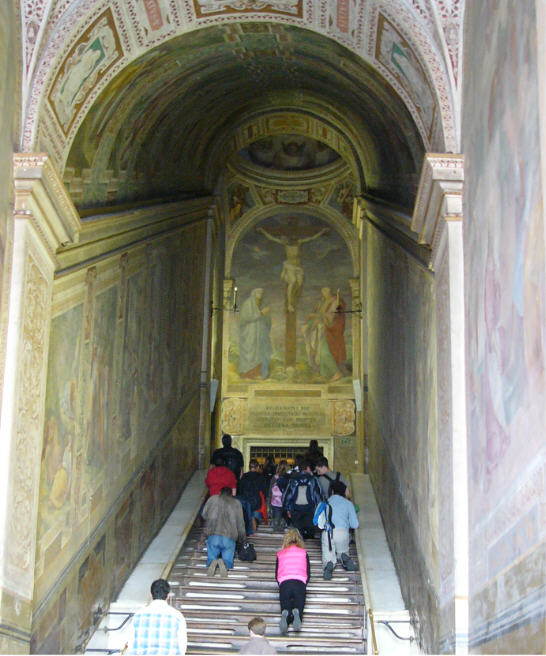
A scala santa - peregrinos subindo de joelhos

O santuário contém esta escada de 28 degraus de mármore cobertos com madeira que, segundo a lenda, pertenceu à casa de Pôncio Pilatos e terá sido percorrida por Jesus Cristo no dia em que foi condenado à morte. Reza também a tradução que a escada foi trazida de Jerusalém para Roma por Santa Helena, mãe do imperador Constantino, no ano de 326.
Atualmente, os peregrinos podem apenas subi-la de joelhos.

### Obelisco Laterano
O Obelisco Laterano é o maior obelisco de Roma: tem 32,18 m de altura ( com o embasamento e a cruz, 45,70 m). Erigido, atualmente, na praça São João de Latrão, este obelisco foi construído na época dos faraós Tutemés III e Tutemés IV (século XV a.C.). É proveniente do templo de Amon em Tebas. Foi transportado para Roma pelo imperador Constantino II em 357 e colocado no Circo Máximo, onde já se encontrava o Obelisco Flamínio. Refundido em três partes, em 1587, com o Obelisco Flamínio, foi ereto novamente  em sua atual posição, em 1588, sob a supervisão do arquiteto Domenico Fontana, por solicitação do Papa Sisto V.

## Concílios Ecumênicos
No Palácio de Latrão foram realizados 1 concílio regional e 5 Concílios ecumênicos:
- 769: Concílio regional de Latrão.
- 1123: Primeiro Concílio de Latrão.
- 1139: Segundo Concílio de Latrão.
- 1179: Terceiro Concílio de Latrão.
- 1215: Quarto Concílio de Latrão.
- 1512-1517: Quinto Concílio de Latrão.